# Lebenspornografie
Lebenspornografie ist der Titel des zweiten Spielfilms des niederländischen Regisseurs Edwin Brienen.

## Handlung
Lebenspornografie erzählt die Geschichte einer Gruppe von Künstlern in Amsterdam, die nicht mehr an ihre Chancen glauben. Claire ist eine erfolglose Schauspielerin. Ihre Einsamkeit kompensiert sie mit schnellem anonymen Sex. Ihre Freundin Romy hat eher eine philosophische Sicht auf das Leben: „eine traumatische Erfahrung ist ein großartiger Lernprozess“.
Jim leidet an seinem gebrochenen Herzen. Er bedauert immer noch die Trennung von seinem HIV-infizierten Freund Johan.
Magali und Loete sind die Triebkräfte der Gruppe. Als der Berliner Nachtclub Komet Loete einlädt, eine Erotikshow zu inszenieren, reisen alle nach Deutschland. Thorwald, Besitzer des Komet, ist mit der Modedesignerin Marianne verheiratet.
Sie haben eine gemeinsame fünfjährige Tochter. Aus dem Gefühl, Gefangener dieser Ehe zu sein, beginnt Thorwald, sich mit dem wilden, zügellosen Verhalten der Gruppe zu identifizieren. Marianne spürt, wie sie langsam ihren Mann verliert, und findet Halt in einer zerstörerischen Affäre.
Alle Euphorie schwindet, als keine Zuschauer kommen und die Show zum Misserfolg wird. Die Gruppe flüchtet sich in exzessive Trink- und Sexrituale. In einem surrealen Moment erscheint die Jungfrau Maria. Sie bietet der Gruppe die Möglichkeit, „glücklich“ zu werden. Die Künstler entdecken aber sehr schnell, dass „Glück“ nicht für jeden ein Modell ist. Man muss auch mit dem Glück fertigwerden. So sind alle gezwungen, drastische Entscheidungen zu treffen.

## Hintergrund
Der Film wurde 2008 von Filmfreak Distribution in den Beneluxländer auf DVD veröffentlicht. Die Filmmusik erschien bei Invasion Planete Recordings auf LP.